# وادي اللاهل (العدين)

تعديل مصدري - تعديل

وادي اللاهل هي إحدى قرى عزلة الغضيبة بمديرية العدين التابعة لمحافظة إب، بلغ تعداد سكانها 470 نسمة حسب تعداد اليمن لعام 2004.